# وزیر مشاور
وزیر مشاور عنوانی است برای سیاستمداران یا مقامات در برخی کشورها که تحت نظام پارلمانی اداره می‌شوند. در برخی کشورها «وزیر مشاور» یک وزیر رده پایین‌تر است که برای دستیاری یک وزیر مشخص کابینه و وزیران مشاور دارای مسوولیت‌های مستقل گماشته می‌شوند. در دیگر کشورها «وزیر مشاور» دارنده یک مقام ارشدتر، مانند یک وزیر کابینه یا حتی رئیس یک حکومت است.

## ایران
وزیر مشاور در ایران یک وزیر سیار در هیئت دولت کشور شاهنشاهی ایران و هیئت دولت جمهوری اسلامی ایران بود که شخص وزیر، صاحب هیچ وزارت‌خانه‌ای نبود اما از اعضای هیئت دولت محسوب می‌شد. این جایگاه به علت مغایرت با قانون اساسی جمهوری اسلامی ایران، طبق مصوبهٔ مجلس شورای اسلامی در ۱۶ دی ۱۳۶۳ حذف شد. در این هنگام، سه وزیر مشاور در ترکیب هیئت دولت وجود داشت:
1. وزیر مشاور در امور اجرایی،
2. وزیر مشاور و رئیس سازمان برنامه و بودجه،
3. وزیر مشاور و رئیس سازمان بهزیستی کشور.

مورد نخست از «وزیر مشاور در امور اجرایی» به «معاون نخست‌وزیر در امور اجرایی» تبدیل شد، مورد دوم تبدیل به وزارت برنامه و بودجه شده و به جمع هیئت وزیران پیوست، و مورد سوم نیز که در سال ۱۳۵۹ از وزارت بهداری و بهزیستی جدا شده بود، تبدیل به زیرمجموعه‌ای از همان وزارت‌خانه شد.

## یادداشت
1. ↑  پس از بازنگری در قانون اساسی در مرداد ۱۳۶۸، به «معاون رئیس‌جمهور در امور اجرایی» تبدیل شد.
2. ↑  پس از بازنگری در قانون اساسی در مرداد ۱۳۶۸، به «سازمان برنامه و بودجه» بازگشت.